# Joaquín Álvarez Quintero
Pour les articles homonymes, voir Quintero.
Joaquín Alvarez Quintero, né le 21 janvier 1873 à Utrera (Andalousie, Espagne) et mort le 14 juin 1944 à Madrid (Espagne), est un dramaturge espagnol.
Il collabore pendant près de cinquante ans avec son frère Serafín Álvarez Quintero à l'écriture d'environ deux cents pièces de théâtre et livrets de zarzuelas.